# بارني بول
بارني بول (بالإنجليزية: Barney Poole)‏ هو لاعب كرة قدم أمريكية أمريكي، ولد في 29 أكتوبر 1923 في غلوستر في الولايات المتحدة، وتوفي بنفس المكان في 12 أبريل 2005.

## وصلات خارجية
- بارني بول على موقع كلية كرة السلة في سبورتس رفرنس.كوم (الإنجليزية)
- بارني بول على موقع مرجع كرة القدم المحترفة.كوم (الإنجليزية)
- بارني بول على موقع قاعة ميسيسيبي للمشاهير الرياضية (الإنجليزية)